# Escaryus jacoti
Escaryus jacoti är en mångfotingart som beskrevs av Karl Wilhelm Verhoeff 1934. Escaryus jacoti ingår i släktet Escaryus och familjen småjordkrypare. Inga underarter finns listade i Catalogue of Life.